# العملات الفاطمية

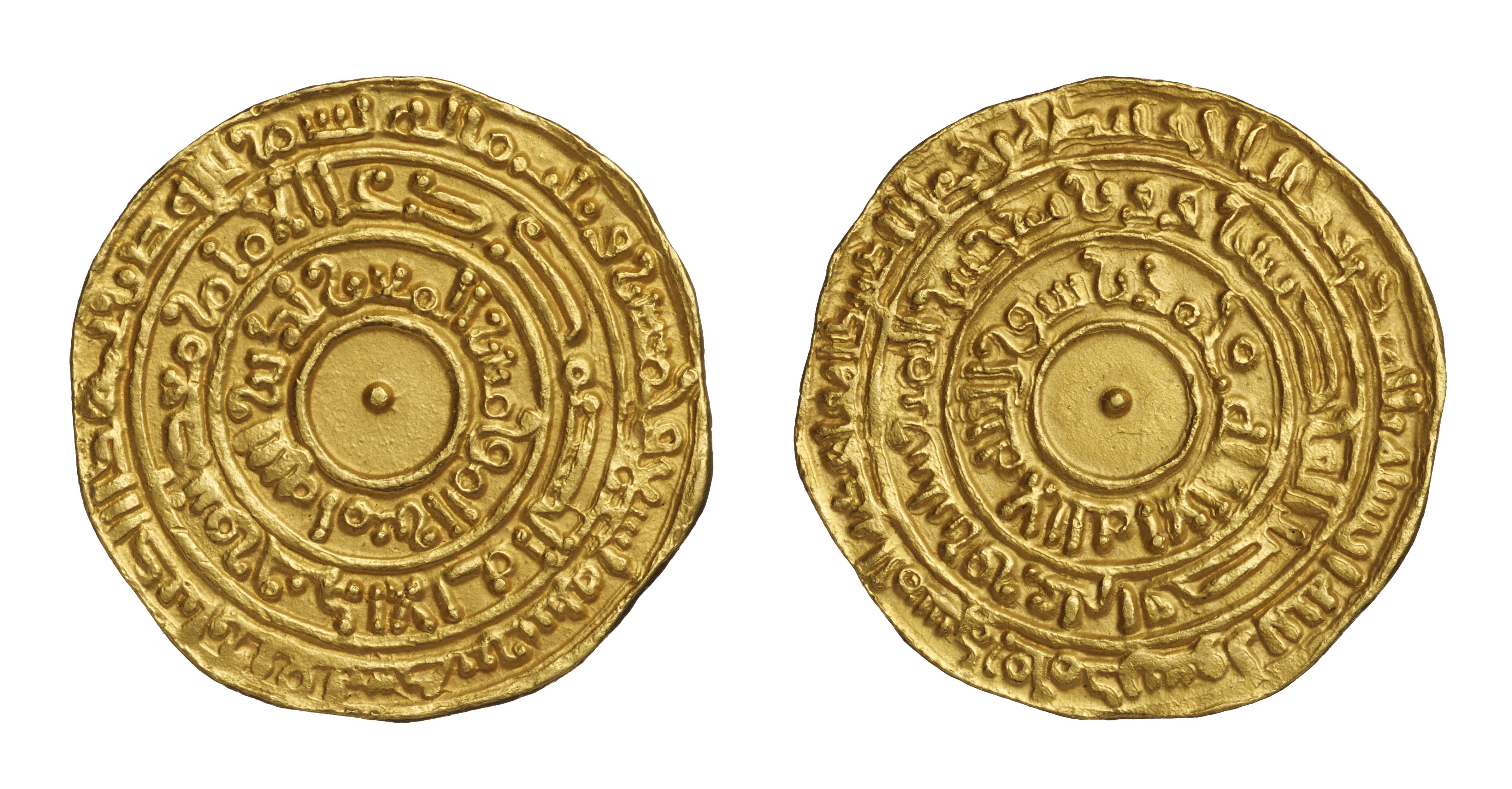
دينار ذهبي للخليفة الفاطمي المعز لدين الله، ضُرب في فلسطين سنة 969 أو 970، قُرب القُدس.

العملة الفاطمية هي العملة التي تأتي من الخلافة الفاطمية، وهي دولة شيعية إسماعيلية حكمت أجزاء كبيرة من شمال إفريقيا، وغرب الجزيرة العربية، وبلاد الشام، أولًا من تونس (إفريقية) ثم من مصر. سُكّت العملة وفقًا للنمط النموذجي للعملات الإسلامية. كان الفاطميون معروفين بشكل خاص بالجودة العالية المستمرة لدنانيرهم الذهبية والتي فاقَت بقية الدول الإسلامية، وقد أثبتت أنها أداة سياسية قوية في غزوهم لمصر وأدت إلى إعجاب الدول الصليبية بدنانيرهم ومحاولة تقليدهم على نطاق واسع في القرن الثاني عشر. ومن ناحية أخرى، على الرغم من إصدار العملات الفضية الفاطمية (الدراهم) على نطاق واسع، فقد تراجعت جودتها مع ضعف الدولة الفاطمية، وتم تجاهلها في الغالب في أواخر الخلافة الفاطمية. لم يسك الفاطميون أي عملة نحاسية تقريبًا (الفلس). ابتداءً من التصاميم التي تحاكي النقود العباسية، مع تعديلها فقط بشعارات تناسب النظام الجديد وأسماء الخلفاء الفاطميين، بدءًا من عهد الخليفة المعز، تضمنت النقود الفاطمية صيغًا شيعية صريحة وحققت مظهرًا مميزًا، مع شرائط منقوشة متحدة المركز، والتي حافظوا عليها حتى نهاية الأسرة.

## الخلفية
كانت الأسرة الفاطمية تنحدر من السيدة فاطمة، ابنة النبي محمد وزوجة الإمام علي، من خلال إسماعيل بن جعفر، نجل آخر إمام شيعي يتفق فيه الشيعة الإمامية (الاثني عشرية) والشيعة الإسماعيلية: جعفر الصادق. وقد كان هذا الادعاء محل نزاع حتى من معاصريهم، وخاصة أهل السنة. سرية العائلة قبل حوالي ق. 890 والأنساب المختلفة التي نشرتها الأسرة نفسها لاحقًا تجعل من الصعب على العلماء المعاصرين الربط الدقيق. أيا كانت صلتهم بأهل البيت، فإن الفاطميين كانوا زعماء الطائفة الإسماعيلية الشيعية، وكانوا على رأس حركة كانت، على حد تعبير المؤرخ ماريوس كانارد: "سياسية ودينية، وفلسفية واجتماعية في نفس الوقت، وكان أتباعها يتوقعون ظهور المهدي الذي ينحدر من النبي محمد من خلال علي وفاطمة". لذلك، وعلى النقيض من منافسيهم المعاصرين، الخلفاء العباسيين والأمويين الأندلسيين، لم يكن الخلفاء الفاطميون مجرد حكام علمانيين يحكمون مجموعة متنوعة من السكان المسلمين والمسيحيين واليهود، بل كانوا قبل كل شيء أئمة إسماعيليين: بالنسبة للمؤمنين الإسماعيليين، كانوا السلطات النهائية والمعصومة والموجهة إلهيًّا في مسائل الإيمان.
كان الحق في التسمية على العملة وفي خطبة صلاة الجمعة من أكثر الصفات والامتيازات شيوعًا للسيادة في العالم الإسلامي في العصور الوسطى، مع كون إزالة أسماء الحكام أو إضافة أسماء جديدة هي الدلالة الرمزية الرئيسة للتغييرات في الولاء السياسي أو الديني لمقاطعة أو حاكم محلي. ونتيجة لذلك، وخلال الثورة الفاطمية الفاشلة التي قادها الحسين بن زكرويه في الشام عام 903، صدرت عملات معدنية في دار سك العملة في حمص باسم المهدي الذي لم يُسمَّ بعد، وفي خطبة الجمعة، أُسقِط اسم الخليفة العباسي المكتفي بالله لصالح "الخليفة، الوريث الراشد، صاحب الزمان، أمير المؤمنين ، المهدي".

## تاريخ سك العملة الفاطمية

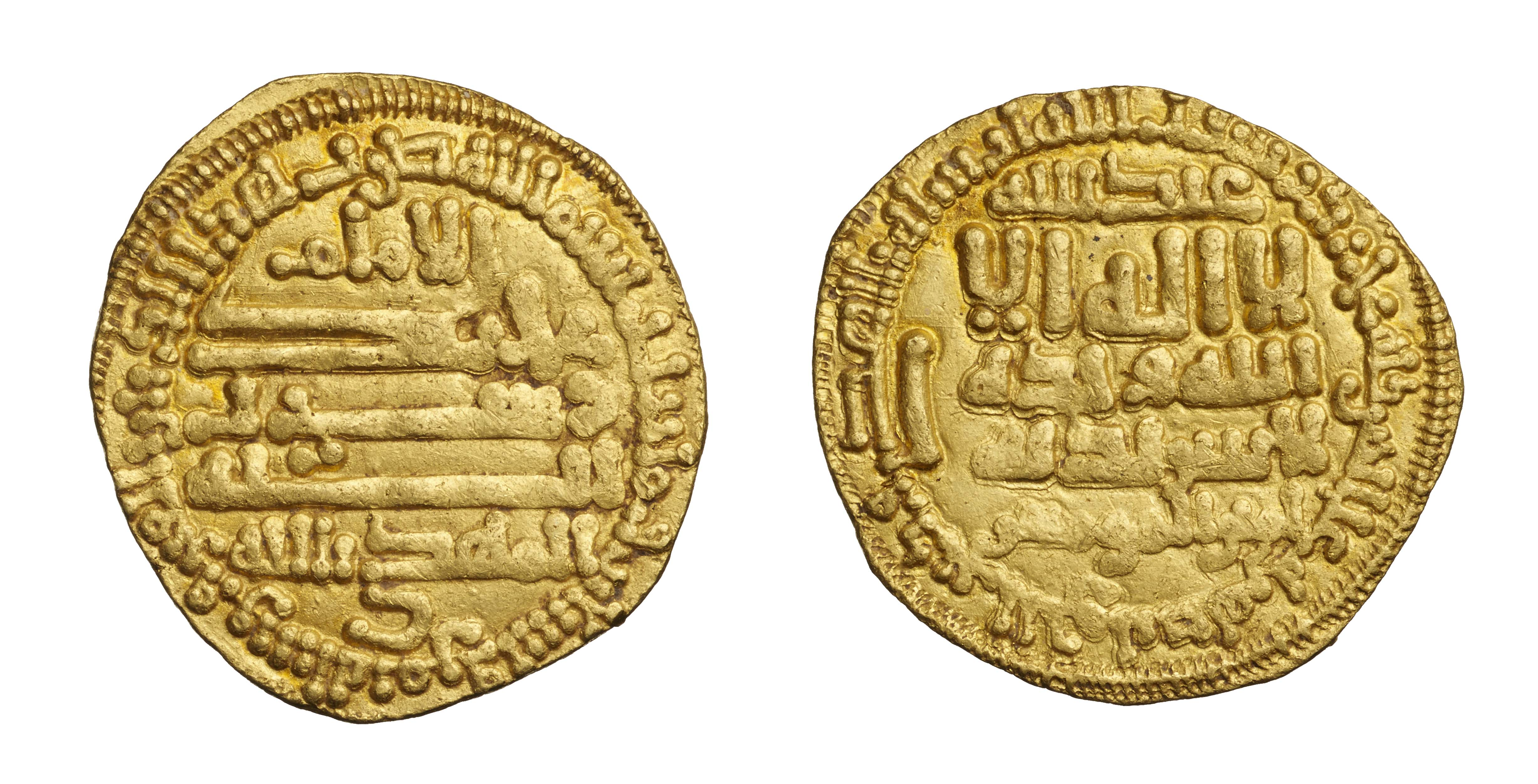
دينار ذهبي فاطمي مبكر من عهد المهدي، سُك في القيروان (تونس اليوم) عام 910 أو 911.

اتبع الفاطميون النمط الإسلامي المعتاد من الدنانير الذهبية والدراهم الفضية، إلى جانب الكسور والمضاعفات منها. لا تزال العملات النحاسية أو البرونزية باقية، ولكن من المرجح أنها لم تصدر كعملات قياسية، بل كأجزاء من الدرهم. ومن بين العملات المعدنية التي بقيَت حتى يومنا هذا، فإن العملات الأكثر شيوعًا هي الدينار الكامل ونصف الدرهم، على الرغم من وجود اختلافات إقليمية. على سبيل المثال، في صقلية وجنوب إيطاليا الذين كانا تحت حكم الفاطميين، فإن الربع دينار - الذي قدمه الأغالبة أولًا باسمهم، ثم الفاطميين باسمهم ظل العملة الذهبية القياسية في الجزيرة حتى بعد العصر الفاطمي باسم الطري - هو الإصدار الأكثر شيوعًا، في حين أن نصف الدرهم غير موجود تقريبًا. ونظرًا لعدم وجود عملات نحاسية وإهمال العملات الفضية من جامعي العملات المعاصرين، فإن الدراسات الحديثة حول العملات الفاطمية تركز في المقام الأول على الدنانير الذهبية الفاطمية.

### العملات الفاطمية المبكرة
سُكَّت أول عملات فاطمية بعد فترة وجيزة من غزو إمارة الأغالبة في إفريقية من جيش المبشر الإسماعيلي أبو عبد الله الشيعي، الذي أصبح الوصي نيابة عن الإمام الفاطمي الغائب. وكان ذلك الإمام عبد الله المهدي لا في سجلماسة، ولم يكن اسمه معروفًا حتى لأبي عبد الله الذي لم يره قط. ونتيجة لذلك، حملت العملات الجديدة عبارات عامة تنذر بعصر جديد، دون تسمية حاكم: "لقد وصل حجة الله [أي المهدي]" على أحد الجانبين و"تشتت أعداء الله" على الجانب الآخر. أطلق الإفريقيون (التونسيون) على هذه العملات التي لا تحمل اسمًا اسم سيدية، لفظ مشتق من اللقب الشرفي "سيد"، الذي كان يُطلق على أبي عبد الله. "وظهر شعار آخر على العملة آنذاك وهو ""الحمد لله رب العالمين""، وأصبح ""شعارًا وتوقيعًا لكل الخلفاء الفاطميين"". 

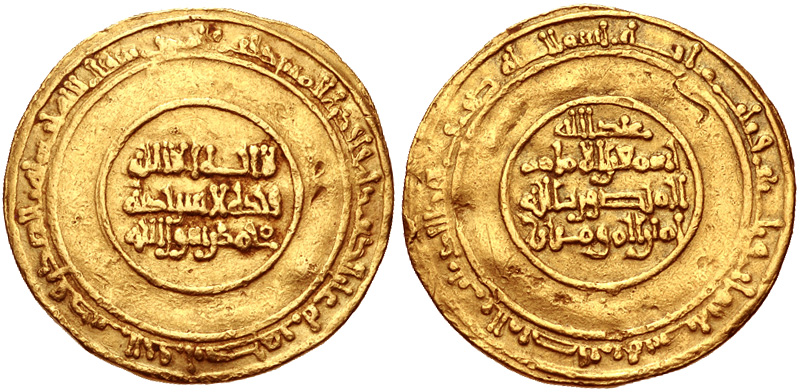
دينار ذهبي من عهد المنصور، سُك في المنصورية (تونس اليوم) سنة 949 أو 950.

عندما تولى عبد الله المهدي العرش في عام 910، وضع اسمه مع ألقاب على العملات المعدنية: "الإمام المهدي بالله عبد الله أمير المؤمنين". وكانت عملاته المعدنية مطابقة للعملات العباسية المعاصرة، بما في ذلك النهايات التي تشبه الخرز على الحروف. كان هذا اختيارًا طبيعيًا، حيث ورثت دار سك العملة وحرفيوها من الأغالبة، الذين اتبعوا النمط العباسي، وعادةً ما يُنظر إلى التغييرات المفاجئة في العملات المعدنية بعدم ثقة من السكان. خلال السنوات الأولى من النظام الجديد، من المرجح أن العملات الأغالبية استمرت في التداول جنبًا إلى جنب مع العملات الفاطمية الجديدة، حتى تم صهر العملات الأغالبة وإعادة سكها كعملات فاطمية.
الخليفة الثاني القائم (حكم. 934–946)، غيَّر التصاميم لأول مرة بعيدًا عن النمط العباسي: أصبح الخط أكثر دقة، وضاعف حجم الحافة الدائرية. ولا تزال عملات الخليفة الثالث المنصور، في أول عامين من حكمه (334 و335 هـ ، الموافق 946/7 و947/8 م) تحمل اسم القائم، الذي توفي في 17 أيار 946، حيث كان المنصور منخرطًا في قمع ثورة أبي يزيد وأبقى وفاة والده سرًا. كما سكَّ المتمردون دنانير ذهبية خاصة بهم في القيروان، بما في ذلك الصيغ السنية والخوارجية في تحد مباشر لمطالبات الفاطميين. ولم يُعلن المنصور نفسه خليفة إلا بعد هزيمة زعيم المتمردين وموته في آب 947: ويعود أول إصدار يحمل اسمه إلى أيار/حزيران 948. كما قدم المنصور أيضًا أول التغييرات الرئيسة في تصميم العملات المعدنية، من خلال تقديم نقش خارجي متحدة المركز حول حقل مركزي منقوش أفقيًا، وإزالة أي نقش من الشريط الداخلي.

### التغييرات في عهد المعز

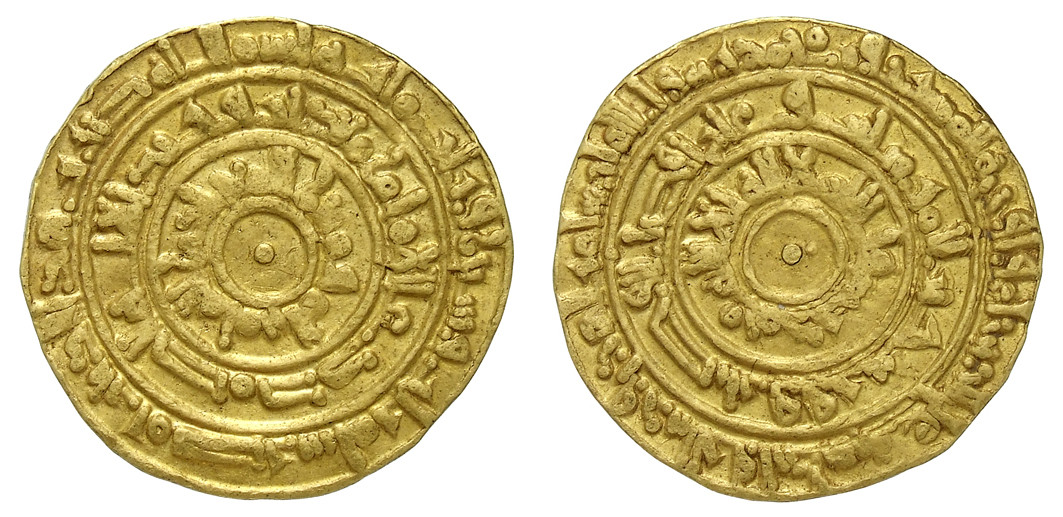
دينار ذهبي للمعز، سُك في القاهرة سنة 973 أو 974.

ابن المنصور المعز (حكم. 953–975)، غيَّر تصميم العملات المعدنية بشكل أكبر: أزال المجال الأفقي تمامًا، وميَّز العملات المعدنية بثلاث دوائر متحدة المركز حول نقطة مركزية. تفسر المؤرخة إيرين بيرمان هذا التصميم على أنه زخارف إسماعيلية ترمز إلى مركزية الإمام الخليفة الفاطمي، مستشهدة بالاستخدام المتكرر للدوائر كاستعارات في العقيدة الإسماعيلية، ومدينة المنصورية الدائرية التي بناها المنصور، حيث كان قصر الخلافة يقع في مركزها. ويحذر آخرون، مثل الباحث جوناثان بلوم [الإنجليزية]، من ناحية أخرى من أن "لا توجد مصادر تقدم أدنى تلميح حول الأهمية، إن وجدت، التي كان من المفترض أن تكون لهذه التغييرات". وبينما كان عددها يختلف، وكانت النقطة تُزال أحيانًا لصالح حقل مركزي منقوش أفقيًا، ظلت الدوائر الثلاث المتحدة المركز على الوجهين الأمامي والخلفي هي النمط القياسي للدنانير الفاطمية اللاحقة حتى نهاية الخلافة.
وعلى النقيض من أسلافه، قدم المعز صيغًا شيعية صريحة تعلن العقيدة الإسماعيلية: حيث تضمن الوجه مدحًا للإمام علي باعتباره "وصيًّا للنبي وأعظم صحابته وزوجًا للواحدة الطاهرة المشرقة (أي فاطمة)"، بينما أعلن الوجه الآخر ادعاءات المعز وأسلافه بالإمامة باعتباره "مُحيي سنة محمد، وسيد المرسلين، ووارث مجد الأئمة الراشدين". أُسقطَت الصيغة حول الإمام علي في عام 343 هـ (954/5 م)، لأسباب غير واضحة مثل سبب تقديمها في المقام الأول - ربما كانت الصيغة شديدة التحريض وتسببت في مشاكل مع الأغلبية السنية من رعايا الفاطميين - وقد استبدلوها بالصيغة "علي هو أفضل الخلق بعد النبي محمد وهو وصي أفضل الرسل". 

### التطورات اللاحقة

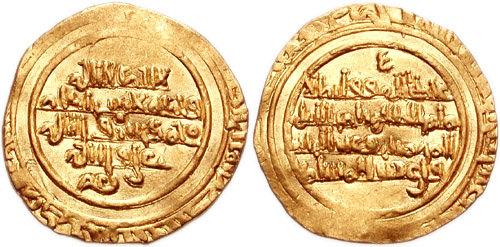
دينار ذهبي سُك سنة 1021م، يحمل اسم الخليفة الحاكم وولي العهد المعين عبد الرحيم بن إلياس.

في عهد العزيز (حكم. 975–996)، أُضيفَت صيغة "عبد الله وصاحبه [أي علي]" قبل اسم الخليفة الحاكم. وعلى النقيض من الممارسات العباسية، حيث كانت العملات المعدنية غالبًا ما تتضمن أسماء أولياء العهد أو الوزراء أو غيرهم من السلاطين، فإن العملات الفاطمية لم تتضمن ذلك أبدًا، باستثناء الحاكم (حكم. 996–1021) الذي أضاف اسم خليفته المعين (ولي عهد المسلمين) خليفةً، عبد الرحيم بن إلياس، إلى العملات المعدنية. كما انحرف الحاكم عن تصميم الدينار المعزي باستبدال النقطة المركزية بشعار يحمل اسم الله.
في عام 1130، وُضع لقب ولي عهد المسلمين على العملات المعدنية من عبد المجيد خلال فترة حكمه بعد مقتل ابن عمه الآمر (حكم. 1101–1130)، قبل أن يتولى الخلافة بنفسه باعتباره الحافظ في عام 1132. قبل ذلك، انقطعت فترة حكمه بسبب نظام الأفضل كتيفات القصير، الذي ألغى الأسرة الفاطمية تمامًا ووضع بدلًا من ذلك على عملاته المعدنية ألفاظ غامضة "أبو القاسم، المنتظر لأمر الله، المؤمنون" أو "الإمام الراشد الذي ينفذ إرادة الله، حجة الله". وظل هذا "الإمام المنتظر" بلا اسم، وربما كان هو الطفل الطيب أو الابن المنتظر للإمام الأمير بعد وفاته، ولكن من المعتقد عمومًا أنه كان الإمام الشيعي الإثني عشري الأخير، محمد المهدي. وهذا أمر بعيد عن اليقين، لأن الغموض كان يناسب أغراض قطيفات: ففي غياب الإمام الغامض، كان حرًّا في الحكم بصفته نائبًا مفوضًا من الله.

## الدينار
كان استقرار العملة الذهبية مهمًا، سواء لأسباب تجارية أو رمزية، حيث كانت علامة مميزة للحكومة المستقرة والدولة المزدهرة، فضلًا عن كونها وسيلة للدعاية السياسية والدينية الفاطمية. كان توزيع العملات الذهبية والفضية المسكوكة حديثًا على المسؤولين جزءًا أساسيًا من احتفالات رأس السنة الجديدة في البلاط الفاطمي، وكانت الدنانير الذهبية على وجه الخصوص بمثابة بيان للمكانة والشرعية لسلالة؛ عندما أعلن الأمويون في الأندلس الخلافة في قرطبة عام 929 في معارضة مباشرة لمطالب الفاطميين، كان أول عمل رمزي لتأكيد مطالباتهم الجديدة هو سك الدنانير الذهبية. وفقًا للمؤرخ مايكل بريت، فإن الدنانير عالية الجودة والشيعية الصريحة التي أصدرها المعز كانت "دليلًا على مهمته... لقد خلق غرضه الأيديولوجي طلبًا أدى إلى عرض". وفي سعيهم للحصول على العملات الذهبية الخالصة، استفاد الفاطميون من دور إفريقية كمنفذ لشبكات التجارة عبر الصحراء الكبرى، ليس فقط من حيث عائدات الضرائب، ولكن على وجه الخصوص كمحطة لتجارة الذهب من غرب أفريقيا وأفريقيا جنوب الصحراء الكبرى، والتي زودت دار السك الفاطمية بكميات كبيرة من المعدن عالي الجودة. وبحسب أحد التقديرات، كان يتم استيراد نحو طنَّين من الذهب من جنوب الصحراء الكبرى إلى بلاد المغرب كل عام، وكان نصف هذا المبلغ يذهب إلى دور سك العملة الفاطمية. في مصر، كان الفاطميون قادرين على الوصول إلى مناجم الذهب في صعيد مصر، بالإضافة إلى الغنائم من مقابر الفراعنة.
لقد تم استخدام الجودة العالية للعملات الفاطمية عمدًا كأداة سياسية من المعز: خلال الفتح الفاطمي لمصر في عام 969، كان أحد الوعود الأساسية للقائد الفاطمي جوهر لسكان الفسطاط هو استعادة جودة العملات، وحتى قبل الفتح نفسه، من المعروف أن الدنانير الفاطمية التي تحمل علامة (مصر) كانت متداولة في البلاد، على الأرجح كوسيلة للدعاية أو الحرب النفسية. وفاءً بوعده، أحضر جوهر معه معدات لدار سك جديدة، وبدأ في سك عملات معدنية عالية الجودة للغاية؛ وقد أطلق عليها شعبيًّا اسم "الدنانير الحمراء" بسبب نقائها العالي، على النقيض من الدنانير البيضاء المخلوطة التي كانت متداولة آنذاك. كانت هذه الإجراءات غير مُجدية في البداية، حيث قام المصريون بتخزين هذه العملات المعدنية لقيمتها العالية واستمروا في استخدام العملة العباسية المتدهورة بدلًا من ذلك. وقد تسببت محاولات جوهر لتنظيم سعر الصرف بين الدنانير الفاطمية الجديدة والعملات العباسية القديمة المهترئة في استياء واسع النطاق عندما حدد سعر صرف الدينار العباسي عند سعر صرف منخفض بشكل مصطنع لإخراجها من التداول. ظلت القضية دون حل حتى وصل المعز إلى مصر في عام 973 بكميات كبيرة من سبائك الذهب - مائة حمل جمل من سبائك الذهب على شكل حجر الرحى، حينها فقط سادت الدنانير الفاطمية في السوق المصرية. تمتعت الدنانير المُعزية بسمعة طيبة إلى درجة أنه في عهد المستنصر (حكم 1036-1094 م)، الذي كان يحمل نفس اسم المعز، تم سك عملات معدنية متطابقة تقريبًا بين عامي 1048/9 و1080/1، على الأرجح من أجل استعادة هيبة العملات المعدنية السابقة.
وعلى الرغم من الأزمات الشديدة التي شهدتها أواخر القرنين الحادي عشر والثاني عشر، فإن التقارير تشير عمومًا إلى أن جودة العملات الذهبية الفاطمية ظلت مرتفعة بشكل استثنائي طوال معظم تاريخها. وقد تم تأكيد هذا المستوى العالي من الدقة من خلال بعض الدراسات الحديثة، حيث أثار هذا اهتمام المؤرخين بشدة ولكن تم التشكيك فيهم من دراسات أخرى. في المناطق الفاطمية في بلاد الشام، كان الدينار الكامل في كثير من الأحيان أقل وزنًا من نظيره المصري. قام الخليفة الأمير بإجراء تحقيق في تشغيل دور سك العملة التابعة له، مما أدى لاحقًا إلى زيادة معيار الدنانير الفاطمية، والتي غالبًا ما وصلت إلى نقاء 100%، وهو نقاء نادر الوجود في عملات أخرى. إن جودة الدنانير الفاطمية جعلتها هدفًا لتقليد الدول الصليبية التي أقيمت في بلاد الشام في مطلع القرن الثاني عشر لها. فكانت البيزنطات السارسينية في الغالب تقليدًا لعملات المستنصر والأمير. وعلى حد تعبير المؤرخة باولا ساندرز، "غمرت هذه الدنانير الرديئة المُقلدة للفاطميين البحر الأبيض المتوسط، مما تسبب في فقدان الثقة في العملة الفاطمية". ولم يبدأ الفاطميون في سك العملات الذهبية الأقل جودة إلا خلال العقود الأخيرة من حكم الفاطميين، ومع جفاف مصادر الذهب نفسها.

## الدراهم

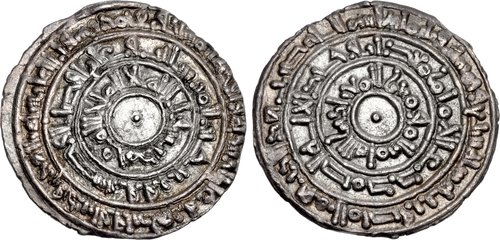
نصف درهم من الفضة من المعز، ضرب في المنصورية عام 967 أو 968.

كان الدرهم هو العملة الفضية الرئيسة، والتي تم تقييمها فيما يتعلق بالدينار الذهبي، والتي عادة ما يتم ترك قياساتها الجوهرية دون ذكر في المصادر التاريخية. وتظهر أيضًا العملات الفضية الزائدة والقطعة في المصادر التاريخية، ولكن مظهرها أو طبيعتها الدقيقة غير واضح. سُكّت العملات الفضية المخلوطة (الورق) والفضة النقية (النقرة). هناك بعض الإصدارات الفاطمية المحلية في فلسطين تبلغ قيمتها مليارات الدولارات ولكن من المرجح أنها تُصنف على أنها دراهم؛ وبالمثل، فإن القطع النحاسية أو البرونزية القليلة المعروفة ربما كانت تمثل فصائل من الدراهم، بدلًا من اعتبارها العملات النحاسية الإسلامية المعتادة، الفلس، وهي نظرية مدعومة بآثار من غسيل الفضة في بعضها.
على الرغم من أن عدد العينات الباقية صغير وقد لا يكون ممثلًا تاريخيًّا ممتازًا للدراهم، فيبدو أن الدراهم الفاطمية الكاملة ونصف الدراهم كانت أخف بنحو 10% من القاعدة النظرية في العالم الإسلامي، في حين أن ربع الدراهم يتوافق مع الوزن النظري. يعطي مؤرخو العصور الوسطى القيمة الأولية للدينار المعزي المقطوع عام 973 بـ 19.5 درهم. وفي عهد الحاكم، دخلت الدراهم المخفضة، التي كانت ثلثاها من الفضة وثلثها من النحاس، إلى التداول، حتى أنه في عام 1006/1007 كان 26 درهمًا يعادل دينارًا واحدًا، وسرعان ما انخفضت قيمتها أكثر من ذلك، فأصبح الدينار الواحد 34 درهمًا. ولم يتم تصحيح الأزمة النقدية إلا عندما طُرحَت الدراهم كاملة القيمة للتداول في عام 1008/9 واستُبدلت بالدراهم القديمة بسعر واحد إلى أربعة، مما أعاد سعر الصرف إلى 18 درهمًا مقابل دينار واحد. وظلت قيمة الدرهم ثابتة بعد ذلك، وارتفعت إلى 16 مقابل الدينار في سنة 1044/5، على الرغم من أن محتوى الفضة كان قد انخفض إلى 50% في عهد الظاهر (حكم. 1021-1036) والمستنصر، ولكن بعد خمس سنوات، دخل درهم جديد أكثر انخفاضًا يحتوي على ثلث الفضة فقط إلى التداول، مما أدى إلى انهيار قيمته إلى 35 مقابل الدينار.
وبحلول عهد الخليفة الفاطمي الأخير، العاضد (حكم 1160–1171)، كان محتوى الفضة في الدرهم 25%–30%، وهي شهادة على نقص الفضة الذي عانت منه الدولة في ذلك الوقت. كانت هذه الدراهم صغيرة، غير منتظمة الشكل، ولونها أسود تقريبًا، وهو نوع من العملات المعدنية استمر في استخدامه سلاطين الدولة الأيوبية اللاحقة حتى عام 1187/1188.

## العملات وإدارتها

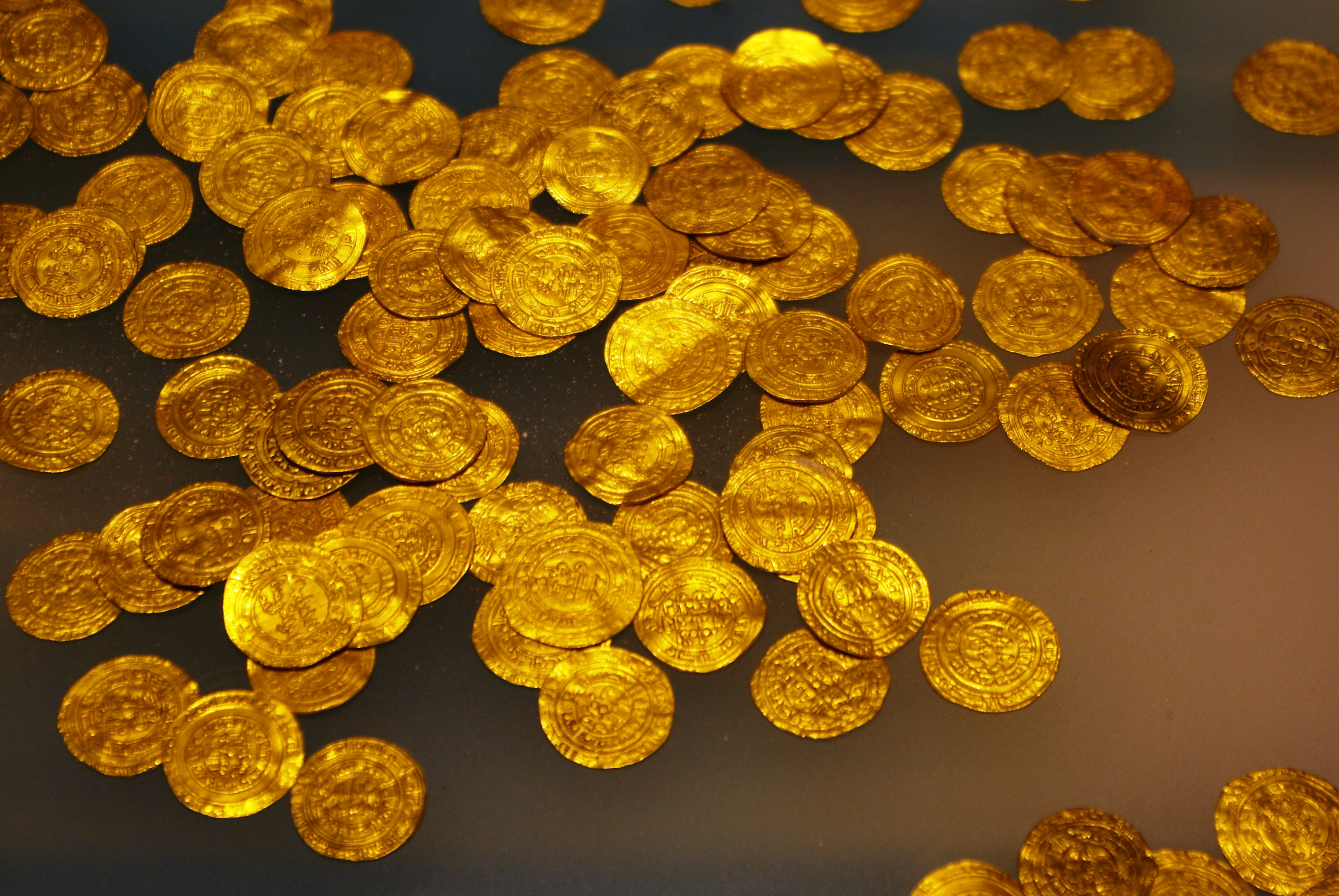
كنز الذهب في قيسارية، يضم حوالي 2000 دينار فاطمي من القرن الحادي عشر

صدرت العملات الفاطمية في العواصم الفاطمية - القيروان، والمهدية وضاحيتها زويلة ، والمنصورية (وتسمى أيضًا صبرة)، وأخيرًا القاهرة - الفسطاط - ولكن أيضًا في العديد من دور سك العملة الإقليمية أو التابعة للدولة: 
- في المغرب العربي : سبتة ، فاس ، المحمدية ، سجلماسة ، طرابلس في ليبيا وبرقة (أو عنتابلس).
- في صقلية: أجريجينتو ، باليرمو (عاصمة المقاطعة ومركز سك العملة)، ميسينا ، سيراكيوز وتاورمينا (وتسمى المعيزية).
- في مصر: الإسكندرية وقوص .
- في بلاد الشام: عكا ، عسقلان ، أيلة ، حلب ، دمشق ، صور ، طبرية ، طرابلس في لبنان ، الرملة (عاصمة الإقليم ودار سك العملة الرئيسة في فلسطين)، الرحبة، الرقة.
- وفي الحجاز : مكة والمدينة
- في اليمن : عدن ، أثثار ، إب ، جثثة ، الجنا (غير محددة)، النقر (غير محددة)، صعدة ، صنعاء ، زبيد.
- في العراق: بغداد والكوفة

كانت دور سك العملة الإقليمية قادرة على تقديم تصميماتها أو اختلافاتها الخاصة؛ ففي صقلية، كان هناك على ما يبدو العديد من الورش ذات القوالب المختلفة التي أنتجت عدة أنواع مختلفة حتى في عام واحد.
في عهد الفاطميين، كانت مسؤولية دار السك قد أُسندت إلى قاضي القضاة. وفي القاهرة، كان مكان سك العملة الأصلي يقع في الجزء الجنوبي من القصور الفاطمية الكبرى. في عام 1122، قام وزير الأمير، المأمون البطائحي، ببناء دار سك جديدة (دار ضرب العملة) في القاهرة بالقرب من الجامع الأزهر. وشمل هذا الإصلاح أيضًا إنشاء مسؤول جديد، وهو مشرف دار الضرب، الذي تولى إدارة دار السك.